# Дачтаун (Мисури)
Дачтаун (енгл. Dutchtown) град је у америчкој савезној држави Мисури.

## Демографија
По попису из 2010. године број становника је 94, што је 5 (-5,1%) становника мање него 2000. године.
| Група             | 2000.      | 2010.      |
| Белци             | 91 (91,9%) | 88 (93,6%) |
| Афроамериканци    | 3 (3,0%)   | 2 (2,1%)   |
| Азијати           | 0 (0,0%)   | 0 (0,0%)   |
| Хиспаноамериканци | 0 (0,0%)   | 0 (0,0%)   |
| Укупно            | 99         | 94         |